# Сташук Василь Андрійович
Василь Андрійович Сташук (нар. 14 січня 1955, с. Підгайці, Млинівський район, Рівненська область) — державний службовець І рангу.

## Освіта, наукові ступені
- 1977 — закінчив Український інститут інженерів водного господарства, спеціальність — гідромеліорація, кваліфікація — інженер-гідротехнік.
- 1993 — кандидат технічних наук,
- 2010 — доктор технічних наук,
- 2010 — член-кореспондент Національної академії аграрних наук України.
- 2020 — академік Національної академії аграрних наук України.

## Кар'єра
- 1977–1980 — інженер-гідротехнік, старший інженер Бородянської експлуатаційної дільниці Ірпінського управління осушувальних систем Київського облводгоспу;
- 1980–1981 — начальник Бородянської експлуатаційної дільниці Ірпінського управління осушувальних систем Київського облводгоспу;
- 1981–1983 — головний інженер, в.о. начальника Трубізького управління осушувальних систем Київського облводгоспу;
- 1983–1986 — начальник Трубізького управління осушувальних систем Київського облводгоспу;
- 1986–1990 — головний інженер Київського облводгоспу Мінводгоспу УРСР;
- 1990–1998 — провідний спеціаліст, головний спеціаліст Секретаріату Кабінету Міністрів України;
- 1998–2001 — завідувач сектору Управління стратегії розвитку АПК і продовольства Кабінету Міністрів України;
- 2001–2003 — заступник Голови Державного комітету України по водному господарству[1][2];
- 2003–2010 — Голова Державного комітету України по водному господарству[3][4];
- 2010–2014 — Голова Державного агентства водних ресурсів України[5][6].

## Відзнаки
- Почесне звання «Заслужений працівник сільського господарства України» (2004)
- 2005 — Почесна грамота Кабінету Міністрів України та вищими нагородами міністерств та інших центральних органів виконавчої влади України[7].